# Joug de l'Aigle
Le Joug de l'Aigle, aussi orthographié Jouc de l'Aigle, est l'un des deux points culminants du massif de la Sainte-Baume. Situé dans le département du Var, à cheval sur les communes de Signes et Plan-d'Aups-Sainte-Baume, il culmine à 1 148 mètres d'altitude. Le signal des Béguines, ou signal de la Sainte-Baume, plus à l'est mesure également 1 148 m d'altitude. Cependant, la table d'orientation du Saint-Pilon lui donne bien le nom de Joug de l'Aigle mais avec 1 155 mètres d'altitude. Il est visible dans une grande partie de l'ouest du département du Var.